# Olszyna (województwo zachodniopomorskie)
Olszyna – osada w województwie zachodniopomorskim, w powiecie kołobrzeskim, w gminie Ustronie Morskie.
Miejscowość leży przy trasie linii kolejowej nr 402 (Koszalin-Kołobrzeg). 
Według danych urzędu gminy z 2005 roku Olszyna miała 23 mieszkańców.
Przed 2023 r. miejscowość była częścią wsi Sianożęty.